# Sarah Miles

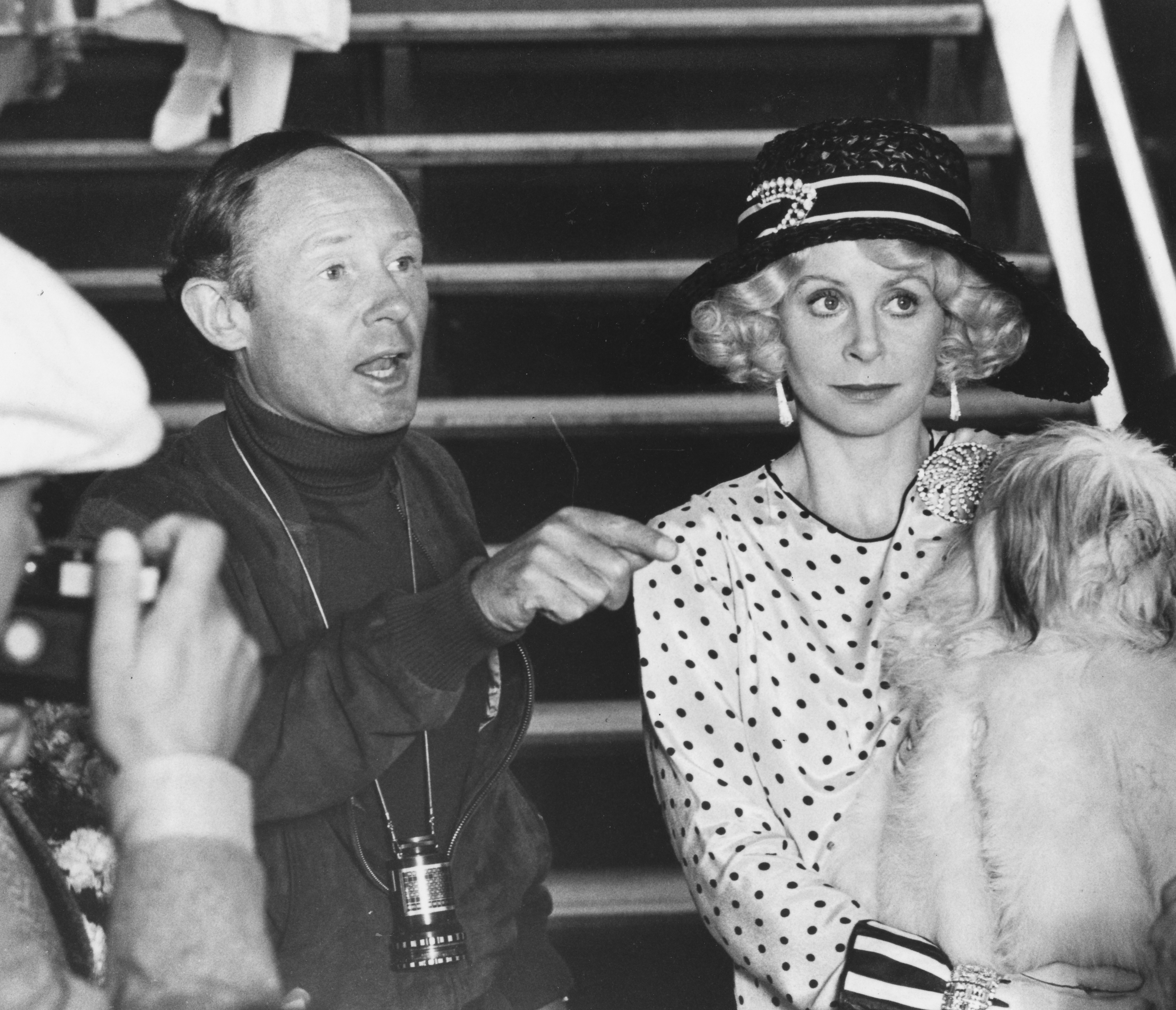
Sarah Miles und ihr Bruder Christopher Miles bei den Dreharbeiten zu Priest of Love, 1980

Sarah Miles (* 31. Dezember 1941 in Ingatestone, Essex) ist eine britische Schauspielerin.

## Leben
Sarah Miles begann bereits im Alter von 15 Jahren ein Schauspielstudium an der Royal Academy of Dramatic Art in London. Ihr Filmdebüt gab sie an der Seite von Laurence Olivier und Simone Signoret 1962 in Spiel mit dem Schicksal unter der Regie von Peter Glenville. Für ihre darstellerische Leistung erhielt sie 1963 eine Nominierung für den British Film Academy Award in der Kategorie „Vielversprechendste(r) Newcomer(in) in einer Hauptrolle“; den Preis erhielt Tom Courtenay.
1964 erhielt sie für ihre Darstellung einer Femme fatale in Joseph Loseys Der Diener, für den Harold Pinter das Drehbuch schrieb, eine weitere Nominierung für den britischen Filmpreis. Sie etablierte sich als Star des britischen Kinos mit der weiblichen Hauptrolle in der Komödie Die tollkühnen Männer in ihren fliegenden Kisten (1965) und mit Michelangelo Antonionis Blow Up (1966), in dem sie die Freundin eines Künstlers verkörperte. Dennoch stand die Theaterarbeit für sie immer noch im Vordergrund und so nahm sie in den folgenden Jahren nur ausgewählte Filmrollen an. Diese Rollen strahlten aber besonders oft eine für die damalige Zeit gewagte sexuelle Offenheit aus.
1970 kehrte sie mit ihrer Verkörperung von Ryans Tochter in David Leans gleichnamigem Melodram nach vier Jahren auf die Kinoleinwand zurück und wurde für einen Oscar als Beste Hauptdarstellerin nominiert. Der Film, in dem sie neben Robert Mitchum auftrat, wurde vom Publikum gut, von der Kritik aber so ablehnend aufgenommen, dass Lean sich im Anschluss 14 Jahre lang aus der Regiearbeit zurückzog. 1973 spielte Miles die Titelrolle in Botschaft für Lady Franklin; der Film gewann im selben Jahr den Hauptpreis der Internationalen Filmfestspiele von Cannes. In dem 1978 erschienenen Kriminalfilm Tote schlafen besser, einem Remake von Tote schlafen fest, spielte sie die weibliche Hauptrolle erneut an der Seite von Robert Mitchum. 1987 war sie in dem für fünf Oscars nominierten Filmdrama Hope and Glory unter Regie von John Boorman zu sehen, sie spielte darin die Mutter einer Londoner Familie während des Zweiten Weltkrieges. Seit den 1990er-Jahren steht Miles nur noch spärlich für Film- und Fernsehproduktionen vor der Kamera.
Sarah Miles war zweimal mit dem britischen Dramatiker und Drehbuchautor Robert Bolt verheiratet, von 1967 bis 1975 und nach einer Versöhnung von 1988 bis zu seinem Tod 1995. Die beiden haben einen Sohn namens Tom. Bolt und Miles arbeiteten mehrfach beruflich zusammen, so schrieb er das Drehbuch zu Ryans Tochter und führte bei Lady Caroline Lamb Regie. Mitunter war Miles in den Schlagzeilen der britischen Boulevardpresse, etwa als in den 1970er-Jahren ihr ehemaliger Liebhaber durch Suizid starb und ihre erste Ehe mit Bolt daran zerbrach. Ihr Bruder war der Filmemacher Christopher Miles.

## Filmografie
- 1961: Deadline Midnight (Fernsehserie, Folge Manhunt)
- 1962: Spiel mit dem Schicksal (Term of Trial) – Regie: Peter Glenville
- 1963: ITV Play of the Week (Fernsehserie, Folge The Rehearsal)
- 1963: Der Diener (The Servant) – Regie: Joseph Losey
- 1963: Frühstück in der Todeszelle (The Ceremony) – Regie: Laurence Harvey
- 1963: The Six-Sided Triangle (Kurzfilm) – Regie: Christopher Miles
- 1964: Festival (Fernsehserie, Folge Ring Round the Moon)
- 1965: Die tollkühnen Männer in ihren fliegenden Kisten (Those Magnificent Men in Their Flying Machines or How I Flew from London to Paris in 25 Hours 11) – Regie: Ken Annakin
- 1966: Hier war ich glücklich (I Was Happy Here) – Regie: Desmond Davis
- 1966: Blow Up (Blowup) – Regie: Michelangelo Antonioni
- 1970: Ryans Tochter (Ryan’s Daughter) – Regie: David Lean
- 1972: Die große Liebe der Lady Caroline (Lady Caroline Lamb) – Regie: Robert Bolt
- 1973: Botschaft für Lady Franklin (The Hireling) – Regie: Alan Bridges
- 1973: Der Mann, der die Katzen tanzen ließ (The Man Who Loved Cat Dancing) – Regie: Richard C. Sarafian
- 1974: Die großen Erwartungen (Great Expectations, Fernsehfilm) – Regie: Joseph Hardy
- 1975: Pepita Jiménez (Pepita Jiménez – Promessa sposa) – Regie: Rafael Moreno Alba
- 1976: Dynasty (Fernsehfilm) – Regie: Lee Philips
- 1976: Der Weg allen Fleisches – Jonathans Rache (The Sailor Who Fell from Grace with the Sea) – Regie: Lewis John Carlino
- 1978: Tote schlafen besser (The Big Sleep) – Regie: Michael Winner
- 1981: Die schwarze Mamba (Venom) – Regie: Piers Haggard
- 1981: Priest of Love – Regie: Christopher Miles
- 1983: Walter & June (Fernsehfilm) – Regie: Stephen Frears
- 1984: Agatha Christie’s Tödlicher Irrtum (Ordeal by Innocence) – Regie: Desmond Davis
- 1985: Steaming – Regie: Joseph Losey
- 1986: Harem – Rebell der Wüste (Harem – The Loss of Innocence, Fernsehfilm) – Regie: William Hale
- 1987: Queenie (Fernseh-Miniserie, 2 Folgen) – Regie: Larry Peerce
- 1987: Hope and Glory – Regie: John Boorman
- 1987: Die letzten Tage in Kenya (White Mischief) – Regie: Michael Radford
- 1990: Ein Phantom in Monte Carlo (A Ghost in Monte Carlo, Fernsehfilm) – Regie: John Hough
- 1992: Der Klang der Stille (The Silent Touch – Dotkniecie reki) – Regie: Krzysztof Zanussi
- 1994: Dandelion Dead (Fernseh-Miniserie, 4 Folgen) – Regie: Mike Hodges
- 2001: Jurij – Regie: Stefano Gabrini
- 2001: Days of Grace (I giorni dell'amore e dell'odio) – Regie: Claver Salizzato
- 2003: The Accidental Detective – Regie: Vanna Paoli
- 2004: Agatha Christie’s Poirot – Das Eulenhaus (Agatha Christie: Poirot – The Hollow, Fernsehfilm) – Regie: Simon Langton
- 2016: Interlude City of a Dead Woman – Regie: Angela Ismailos